# Mörderische Jagd
Mörderische Jagd ist ein deutscher Fernsehfilm aus dem Jahr 2012 und der dritte Teil einer vierteiligen Kriminalfilmreihe von Holger Karsten Schmidt und Markus Imboden mit Hinnerk Schönemann in der Rolle des Detektivs Finn Zehender, die in der ZDF-Reihe „Fernsehfilm der Woche“ von 2011 bis 2014 ausgestrahlt wurde.

## Handlung
Ex-Polizist und jetziger Privatdetektiv Finn Zehender erhält einen lukrativen Auftrag, den ihm seine Freundin Agnes Sonntag vermittelt hat. Er soll zwei Teenager beschützen, weil deren Vater ins Visier einer Gruppierung im Bereich der organisierten Kriminalität geraten ist. Diego Vargas, der Clan-Führer dieser Gruppe, hat nach Agnes’ Recherche bereits zwei Killer engagiert, die es auf Urs Jäger abgesehen haben. Unmittelbar nach Zehenders erstem Gespräch mit seinem Auftraggeber wird auf diesen ein Sprengstoffanschlag verübt, woraufhin der Detektiv überstürzt mit den beiden Halbwüchsigen Mathilda und Moritz das Anwesen verlässt, um sie in Sicherheit zu bringen. Planlos bringt er die beiden nach Aschberg und vertraut sie dem ehemaligen Dorfpolizisten Gerhard Mühlfellner an, weil er noch einmal Agnes aufsuchen will. Auf dem Rückweg bemerkt er, dass nicht nur Diego Vargas, sondern auch der BND hinter den Kindern her ist, weil sie angeblich der Schlüssel zu einer Liste mit Steuersündern sind. Während Vargas die Liste zu erpresserischen Zwecken nutzen will, bemüht sich der BND um die Nichtveröffentlichung der auf der Liste genannten Namen, unter denen sich auch solche ranghoher Politiker befinden.
Nach einer Verfolgungsjagd mit Diegos Killern sucht Zehender mit den Jugendlichen kurzerhand Schutz in einem Polizeirevier. Der Verantwortliche will dem Detektiv seine Geschichte nicht glauben, doch erscheinen auch die beiden Killer auf dem Revier, beginnen einen Schusswechsel und erschießen den Polizeibeamten samt seiner Kollegin. Obwohl Zehender seine Schützlinge unversehrt aus dem Gebäude schicken kann, fallen sie nach kurzer Zeit den Killern in die Hände, die sie in ihr Auto verfrachten und mitnehmen. Mit allen Mitteln versuchen sie, von ihnen das Versteck der Liste zu erfahren, doch da die beiden gar nichts von dieser ominösen Liste wissen, können sie den Killern nichts dazu sagen. Um Mathilda zum Sprechen zu bewegen, täuscht einer der Killer vor, dass er Moritz erschossen hat.
Zehender versucht derweil, auf anderem Weg einen Hinweis zu dem Versteck der Liste zu erlangen. Er findet Anhaltspunkte, die auf die Kirche eines kleinen Dorfes verweisen. Als er dort ankommt, sind auch die Killer mit Mathilda schon dort und suchen nach dem Versteck. Zehender greift zu einem Trick und deponiert unbemerkt einen USB-Stick an einem Grabstein. Anschließend stellt er sich den Killern und bietet ihnen das Versteck der Liste gegen die Kinder von Urs Jäger. So geben sich Diegos Killer tatsächlich mit dem gefundenen Datenträger zufrieden und treten den Rückzug an.
Finn Zehender gelingt es letztlich, die echte Liste zu finden, die Jäger in Form von digitalen Prüfbits in einer Bilddatei versteckt hatte. Da der Verfassungsschutz durch die Liste die Gefährdung der deutschen Regierung befürchtet, muss der Detektiv die Namensliste aushändigen. Trotzdem übergibt er diverse Namen, die er sich aufgrund seines fotografischen Gedächtnisses merken konnte, an die Presse, woraufhin zahlreiche Politiker und Wirtschaftsfunktionäre ihren Rücktritt erklären.

## Hintergrund
Mörderische Jagd wurde in Heiligenhafen, Plön und in Hamburg gedreht. Der Film wurde am 29. September 2012 beim 20. Filmfest Hamburg uraufgeführt und erhielt den Hamburger Produzentenpreis für Deutsche Fernsehproduktionen.

## Rezeption

### Einschaltquoten
Der Krimi hatte seine Fernseh-Erstausstrahlung am 15. April 2013 im ZDF, wobei er von etwa 4,02 Mio. Zuschauern gesehen wurde, was einem Marktanteil von 12,7 Prozent entsprach.

### Kritiken
Rainer Tittelbach von tittelbach.tv meinte: „Eine willkommene Abwechslung vom pseudorealistischen Krimi-Einerlei ist auch der dritte Film um Finn Zehender, der von der vermeintlichen Unbedarftheit des Privatdetektivs und dem kongenialen Spiel von Hinnerk Schönemann angetrieben wird. Der Plot von ‚Mörderische Jagd‘ ist simpel, so bleibt viel Raum für aberwitzige Situationen, und die Bilder haben eine große Unmittelbarkeit. Grundentspannter Film, bei dem man sich nicht allzu sehr zurücklehnen sollte, sonst entgeht einem zu viel von den Zwischentönen und Zitaten.“
Bei der Süddeutschen Zeitung schrieb Hans Hoff, es sei „Schönemanns Figur, die zu besonderer Form auflaufen muss. Der Schauspieler zeigt, was er kann, er agiert mit großer Körperlichkeit, er zeigt auch, wie gut er mit Gesichtsausdrücken spielen kann. Schönemann trägt diesen Film über weite Strecken.“ Aber auch sonst biete der Film „wunderbare Dialoge, abstruse Komik und überraschende Wendungen.“
Die Redaktion von TV Spielfilm beurteilt den Krimi mit dem „Daumen nach oben“ und meint lobend: „Töffeliger Provinzschnüffler als Bodyguard zweier Teens… Gewitzt, lakonische Chaoskomik.“

„Reizvoll zwischen betulich und rasant rhythmisierter (Fernseh-)Krimi-/Komödien-Verschnitt der etwas verschrobeneren Art.“